# Departamento Güer Aike
Güer Aike es un departamento de la provincia de Santa Cruz (Argentina).
Es el departamento más austral de la provincia,y el más austral de la Argentina continental, su superficie es de 33.841 km² (14% del total provincial) y limita al norte con los departamentos de Corpen Aike y Lago Argentino mientras que al oeste y al sur posee fronteras con Chile, hacia el este tiene una extensa costa sobre el mar Argentino. 
Está atravesado por el río Gallegos, del que toma nombre su capital, Río Gallegos.

## Toponimia
El nombre Güer Aike significa "campamento grande" en el idioma aonikenk (o "tehuelche") de la Patagonia austral. 

## Demografía del departamento Güer Aike
El censo 2022 informó una población de 137.895 habitantes con un ritmo estable de crecimiento poblacional respecto del censo anterior. Además, se registraron 70.108  mujeres y 67.787 hombres . Estos datos situaron al departamento con la mayor densidad provincial y el primer puesto en habitantes; levemente aventajado a Deseado.
|           | 1895 | 1914    | 1947    | 1960    | 1970   | 1980   | 1991   | 2001   | 2010    | 2022    |
| --------- | ---- | ------- | ------- | ------- | ------ | ------ | ------ | ------ | ------- | ------- |
| Población | 445  | 3.274   | 9.537   | 21.228  | 37.624 | 56.114 | 79.032 | 92.878 | 113.267 | 137.895 |
| Variación | -    | +635,7% | +191,3% | +122,6% | +77,2% | +49,1% | +40,8% | +17,5% | +22%    | +21,7%  |

Fuente: Instituto Nacional de Estadísticas y Censos, INDEC

## Localidades y parajes

### Localidades
- El Turbio
- Esperanza
- Julia Dufour
- Mina 3
- Río Gallegos
- Río Turbio
- Rospentek Aike
- Veintiocho de Noviembre
- Chimen Aike

### Parajes
- Bella Vista
- Puerto Coig (abandonado)
- Cerro León
- El Zurdo
- Güer Aike
- Fuentes del Coyle
- Las Horquetas
- Monte Aymond
- Estancia Hill Station
- Cabo Vírgenes
- Punta Loyola
- Camusu Aike
- Monte Dinero
- Gobernador Mayer